# Cepno
Cepno [pronunciación en polaco: /ˈt͡sɛpnɔ/] (en alemán: Cepno or Zöppen) es un pueblo ubicado en el distrito administrativo de Gmina Stolno, dentro del Distrito de Chełmno, Voivodato de Cuyavia y Pomerania, en el norte de Polonia central. Se encuentra a 3 kilómetros al este de Stolno, a 10 kilómetros al sureste de Chełmno, a 32 kilómetros al norte de Toruń, y a 42 kilómetros al noreste de Bydgoszcz.